# Peggy Shannon
Peggy Shannon (10 de enero de 1907 – 11 de mayo de 1941) fue una actriz estadounidense. Trabajó para el teatro y el cine de las décadas de 1920 y 1930.

## Carrera

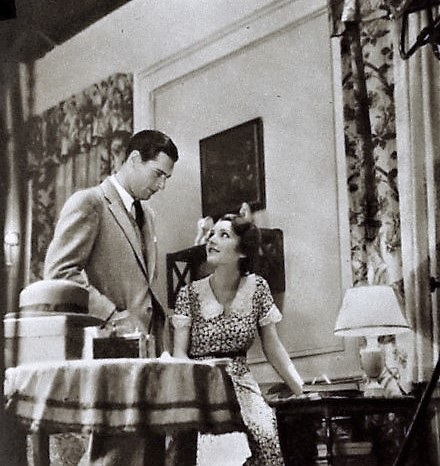
Richard Arlen y Peggy Shannon en La llamada secreta (1931).

Su verdadero nombre era Winona Sammon. Nació en Pine Bluff, Arkansas. Entró a formar parte de las Ziegfeld Follies en 1923, con 13 años de edad, aunque ella reclamaba tener 17. Fue bailarina del espectáculo durante dos temporadas. Después trabajó en teatro dramático, y en un período de tres años (1926-1929) participó en 15 funciones diferentes, ninguna de las cuales tuvo una gran éxito. 
Durante este período, conoció a su futuro marido, el actor Alan Davis. Mientras trabajaba en el teatro en Broadway en 1931, Peggy fue descubierta por B. P. Schulberg, productor jefe de Paramount Pictures, que le ofreció un contrato. Cuando Peggy llegó a Hollywood, ella fue aclamada como la siguiente It girl (chica objeto), reemplazando a la anterior, Clara Bow. Durante el rodaje de The Secret Call, Clara Bow sufrió una crisis nerviosa, y Peggy fue elegida para reemplazarla solo dos días después de llegar a Hollywood. 
En 1932, firmó un nuevo contrato con los estudios 20th Century Fox, y se hizo conocida por su difícil temperamento durante los rodajes y por sus posibles problemas con el alcohol. En 1934, Peggy volvió a Nueva York para trabajar en Broadway, en la obra teatral Page Miss Glory, representando un papel junto al entonces desconocido James Stewart. 
En 1935 continuó en Broadway con The Light Behind the Shadow, pero pronto fue reemplazada, debido a problemas de salud, que según los rumores se debían a su alcoholismo. En 1936 volvió a Hollywood con Youth On Parole. En esa época aumentaron sus problemas con el alcohol. 
En 1940 se casó con el actor y cameraman Albert G. Roberts. El número de papeles que le ofrecían disminuyó, y su alcoholismo fue a más.
El 11 de mayo de 1941, su esposo la encontró muerta en su casa. Tenía 31 años de edad. La autopsia reveló que la muerte se produjo por un infarto agudo de miocardio, motivado por su deteriorado estado de salud. Fue enterrada en el Hollywood Forever Cemetery. 

## Filmografía
- Triple Justice (1940).... Susan
- All About Hash (1940).... Madre de Mickey
- The House Across the Bay (1940).... Alice
- Cafe Hostess (1940).... Nellie
- The Amazing Mr. Williams (1939).... Kitty
- Dad for a Day (1939).... Mary Baker
- The Women (1939).... Mrs. Jones
- Fixer Dugan (1939).... Aggie Moreno
- The Adventures of Jane Arden (1939).... Lola Martin
- Blackwell's Island (1939).... Pearl Murray
- Girls on Probation (1938).... Ruth
- Youth on Parole (1937).... Peggy
- Romancing Along (1937)
- Ellis Island (1936).... Betty Parker
- The Man I Marry (1936).... Margot Potts
- The Case of the Lucky Legs (1935).... Thelma Bell
- The Fighting Lady (1935)
- The Night Life of the Gods (1935).... Daphne Lambert
- The Back Page (1934).... Jerry Hampton
- Fury of the Jungle (1933).... Joan Leesom
- Turn Back the Clock (1933).... Elvina Evans Wright/Gimlet
- The Devil's Mate (1933).... Nancy Weaver
- Deluge (1933).... Claire Arlington
- Girl Missing (1933).... Daisy Bradford
- False Faces (1932).... Elsie Fryer
- The Painted Woman (La mujer pintada) (1932).... Kiddo
- Society Girl (Chica bien) (1932).... Judy Gelett
- Hotel Continental (1932).... Ruth
- This Reckless Age (1932).... Mary Burke
- The Road to Reno (1931).... Lee Millet
- Silence (1931).... Norma Davis/Norma Powers
- The Secret Call (1931).... Wanda Kelly
- The Gob (1930)
- Opening Night (1930)

## Actuaciones teatrales
- Alice Takat (1936)
- Page Miss Glory (1934-1935)
- Napi (1931)
- Life is Like That (1930-1931)
- Damn Your Honor(1929 - 1930)
- Cross Roads (1929)
- Now-a-Days (1929)
- Back Here (1928)
- High Gear (1927)
- What Ann Brought Home (1927)
- Ziegfeld Follies de 1923 (1923-1924)